# Mogiła zbiorowa powstańców z 1863 r. w Banachach
Mogiła zbiorowa powstańców z 1863 r. w Banachach – zabytkowa mogiła założona w 1863 roku, znajdująca się w Banachach w gminie Harasiuki (powiat niżański). Usytuowana jest poza miejscowością przy drodze od Harasiuk do Biłgoraja.
Mogiła była otoczona metalowym płotkiem z brzozowym krzyżem na środku, w 1998 roku staraniem gminy mogiłę odrestaurowano i na jej terenie zbudowany został kamienny pomnik z tablicą, z napisem: Powstańcom oddziału płk Leona Czachowskiego, którzy za tę ziemię stoczyli krwawy bój z wojskiem rosyjskim w dniu 21 marca 1863r. Pomnik zbudowali harcerze z 51 DH „Żuawi" przy współudziale 50 DH z Rzeszowa. 
Według Marka Florka w mogile zostali pochowani powstańcy styczniowi polegli 20 marca 1863 roku w czasie bitwy pod Banachami, którą dowodzony przez Leona Czachowskiego oddział partyzancki liczący około tysiąca powstańców stoczył z siłami rosyjskimi.